# Братовский сельсовет
Братовский сельсовет — сельское поселение в Чаплыгинском районе Липецкой области Российской Федерации.
Административный центр — село Братовка.

## История
Статус и границы сельского поселения установлены Законом Липецкой области от 23 сентября 2004 года № 126-ОЗ «Об установлении границ муниципальных образований Липецкой области»

## Население
| 2010 | 2012 | 2013 | 2014 | 2015 | 2016 | 2017 |
| ---- | ---- | ---- | ---- | ---- | ---- | ---- |
| 798  | ↗802 | ↘771 | ↘763 | ↘745 | ↘739 | ↘731 |
| 2018 | 2021 |      |      |      |      |      |
| ↘713 | ↘705 |      |      |      |      |      |

## Состав сельского поселения
| № | Населённый пункт | Тип населённого пункта       | Население |
| - | ---------------- | ---------------------------- | --------- |
| 1 | Братовка         | село, административный центр | ↘399      |
| 2 | Воскресенское    | деревня                      | 348       |
| 3 | Дачный           | посёлок                      | 6         |
| 4 | Никольское       | деревня                      | ↘42       |
| 5 | Щербинино        | деревня                      | 3         |